# Na Hye-sok

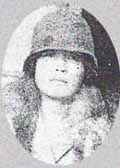
Na Hye-sok 1926

Na Hye-sok (* 18. April 1896 in Suwon, Gyeonggi-do; † 10. Dezember 1948 in Seoul) war eine koreanische Dichterin und Schriftstellerin, Malerin und feministische Philosophin.

## Leben
Na Hye-seok wurde als viertes Kind einer wohlhabenden Familie geboren und graduierte als Klassenbeste am Mädchengymnasium Jin Myeong im Jahr 1913. Ermutigt von ihrem Bruder, studierte Na in Tokio an einem Frauen-Kunst-College westliche Malerei.
Na Hye-seok gilt als Pionierin der koreanisch-feministischen Schriftstellerei und Malerei. Zu ihren wichtigsten schriftlichen Arbeiten zählt die Kurzgeschichte Kyǒnghŭi (Hangul: 경희), die 1918 veröffentlicht wurde. Darin entdeckt eine Frau sich selbst und sucht anschließend nach dem Sinn im Leben als „neue Frau“. Dies war die erste feministische Kurzgeschichte in der koreanischen Literatur.
Na spielte zusammen mit anderen weiblichen Aktivistinnen wie Kim Maria und Esther Hwang eine tragende Rolle in der Bewegung des ersten März im Jahr 1919.

## Publikationen
- Na Hye-sok Jeonjip (나혜석전집, 羅蕙錫全集)
- Go on a honeymoon, the tomb of  first love (첫사랑의 무덤으로 신혼여행을 가다)
- Divorce testimony (이혼고백서, 離婚告白書)
- Na Hye-sok Works Collection (나혜석 작품집)
- Kyǒnghŭi (경희)
- Jeongsun (정순)